# Courbe cycloïdale

Construction d'une épicycloïde

Une courbe cycloïdale est une courbe plane transcendante, trajectoire d'un point fixé à un cercle qui roule sans glisser sur une courbe dite directrice. Il s'agit donc d'un cas particulier de roulette.

## Classification
Les différents cas particuliers de courbes cycloïdales sont liés à la forme de la directrice. Ainsi, on utilise les termes suivants :
1. lorsque la directrice est un cercle, on parle de cycloïde à centre :
  - lorsque le cercle roulant est à l'extérieur du cercle directeur, c'est une épicycloïde (dont la cardioïde et la néphroïde sont des cas particuliers) ;
  - lorsque le cercle roulant est à l'intérieur du cercle directeur, c'est une hypocycloïde (dont la droite de La Hire, la deltoïde et l'astroïde sont des cas particuliers) ;
2. lorsque la directrice est une droite, on parle de cycloïde droite ou tout simplement de cycloïde.

## Définition mathématique
Une courbe cycloïdale peut être définie par deux équations intrinsèques:
- {\displaystyle \left[1\right]\quad R_{c}^{2}+\omega ^{2}s^{2}=\omega ^{2}A^{2}}
- {\displaystyle \left[2\right]\quad s=A\sin(\omega \phi )\,}

où {\displaystyle R_{c}\,} représente le rayon de courbure et {\displaystyle s\,} l'abscisse curviligne
On retrouve alors les cas particuliers évoqués ci-dessus :
- - {\displaystyle \omega =1\,} : cycloïde (A = 4 fois le rayon du cercle roulant)
  - {\displaystyle 0<\omega <1\,} : épicycloïde ({\displaystyle \omega ={\frac {a}{a+2b}},A={\frac {4b(a+b)}{a}}\,} où a est le rayon du cercle de base, b celui du cercle roulant)
  - {\displaystyle \omega >1\,} : hypocycloïde ({\displaystyle \omega ={\frac {a}{a-2b}},A={\frac {4b(a-b)}{a}}\,} où a est le rayon du cercle de base, b celui du cercle roulant).